# Peter Mitterhofer

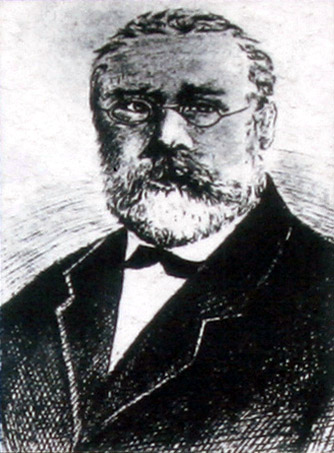
Peter Mitterhofer

Peter Mitterhofer (* 20. September 1822 in Partschins, Südtirol; † 27. August 1893 ebenda) war ein österreichischer Zimmermann und als Erfinder und Konstrukteur verschiedener früher Schreibmaschinen bekannt. Technische Details seiner Entwicklungen ließen Christopher Latham Sholes und Carlos Glidden 1868 in den USA unabhängig von Mitterhofer als Eigenentwicklung patentieren und schufen die Grundlage zur Serienfertigung der ersten gebrauchsfähigen Schreibmaschinen.

## Leben

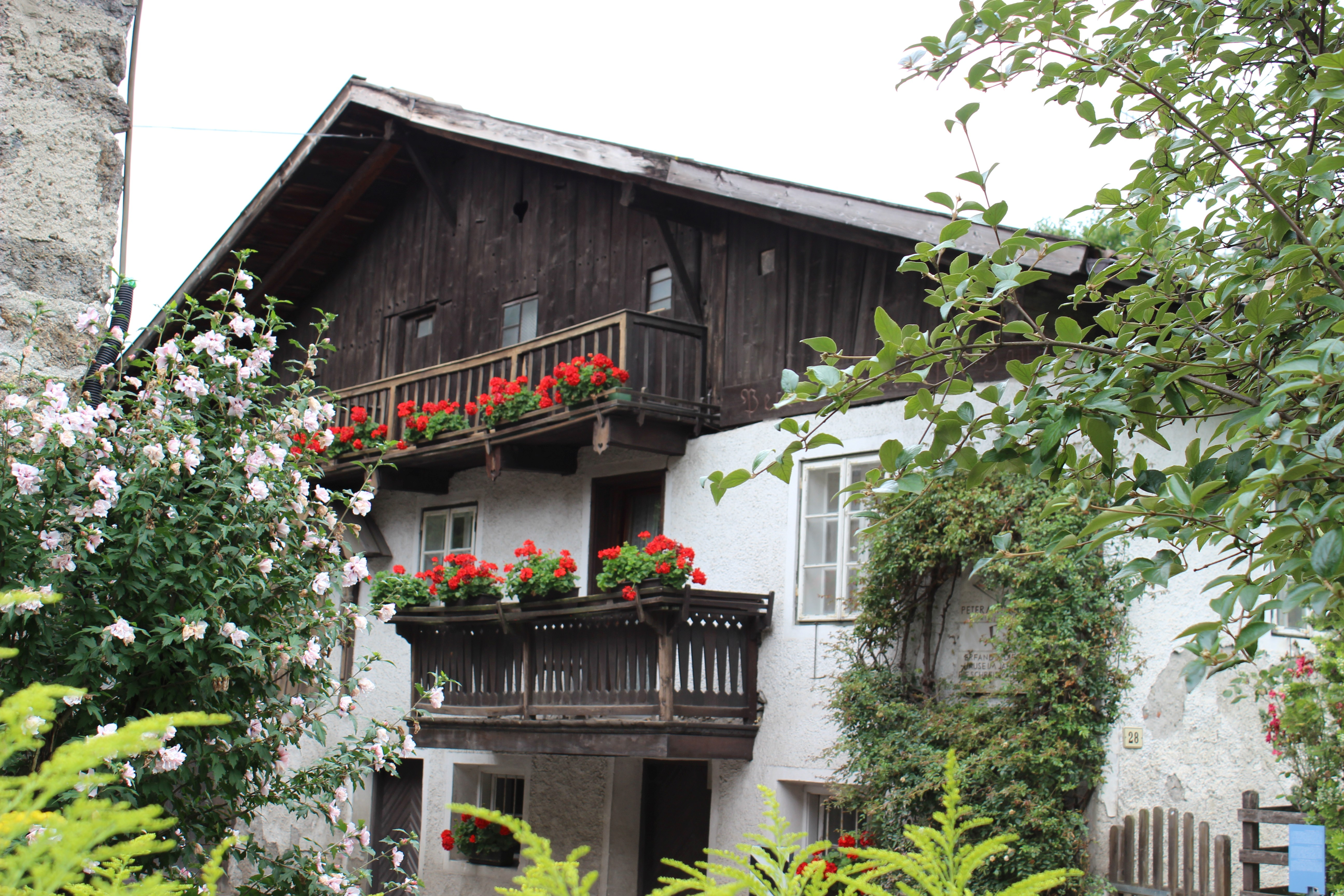
Wohnhaus und Werkstatt von 1862 bis 1893

Peter Mitterhofer wurde als Sohn des Tischlers und Pächters der Säge der Gemeinde Partschins, Peter Mitterhofer, und dessen Frau Anna, geb. Gschwenter, geboren. Er besuchte die dortige Dorfschule.
Mitterhofer erlernte im Haus seines Vaters das Tischler- und Zimmermannshandwerk. Nachdem er lange Zeit daheim gearbeitet hatte, begab er sich 1849 auf die Handwerkerwalze, wobei er u. a. Österreich, Deutschland, die Schweiz und Frankreich bereiste. Spätestens 1860 war er zurück in Partschins und wohnte im Teisenhaus, was ihm den Übernamen Teisenpeter einbrachte.
1862 heiratete er die verwitwete 46-jährige Zimmermannstochter Marie Steidl und übernahm die in die Ehe eingebrachte Zimmerei in Partschins. Dieses Haus steht unter Denkmal- und Ensembleschutz.
Neben seiner Arbeit als Zimmermann trat der musikalische Mann als Sänger und Bauchredner auf und baute einige teilweise selbsterdachte Musikinstrumente, darunter ein hölzernes Glachter (hölzernes Gelächter). Dabei handelte es sich um eine klavierähnliche Apparatur, bei der Hämmerchen auf Holzblättchen schlagen und so Töne erzeugen, die an menschliches Gelächter erinnern. Experten vermuten, dass dieses Instrument Mitterhofer zur Erfindung der Schreibmaschine inspiriert hat. Er erfand auch eine Schubkarre, die sich einfach in eine Rückentrage umfunktionieren ließ, sowie – als seine Frau schwer erkrankte und Mühe hatte, den Haushalt zu führen – eine Waschmaschine.

## Die Entwicklungen seiner Schreibmaschinen
1864 begann Mitterhofer mit der Entwicklung seiner ersten Schreibmaschine,   die er bis 1869 durch weitere Modelle verbesserte.

### Modell 1 – 1864 – Modell Wien

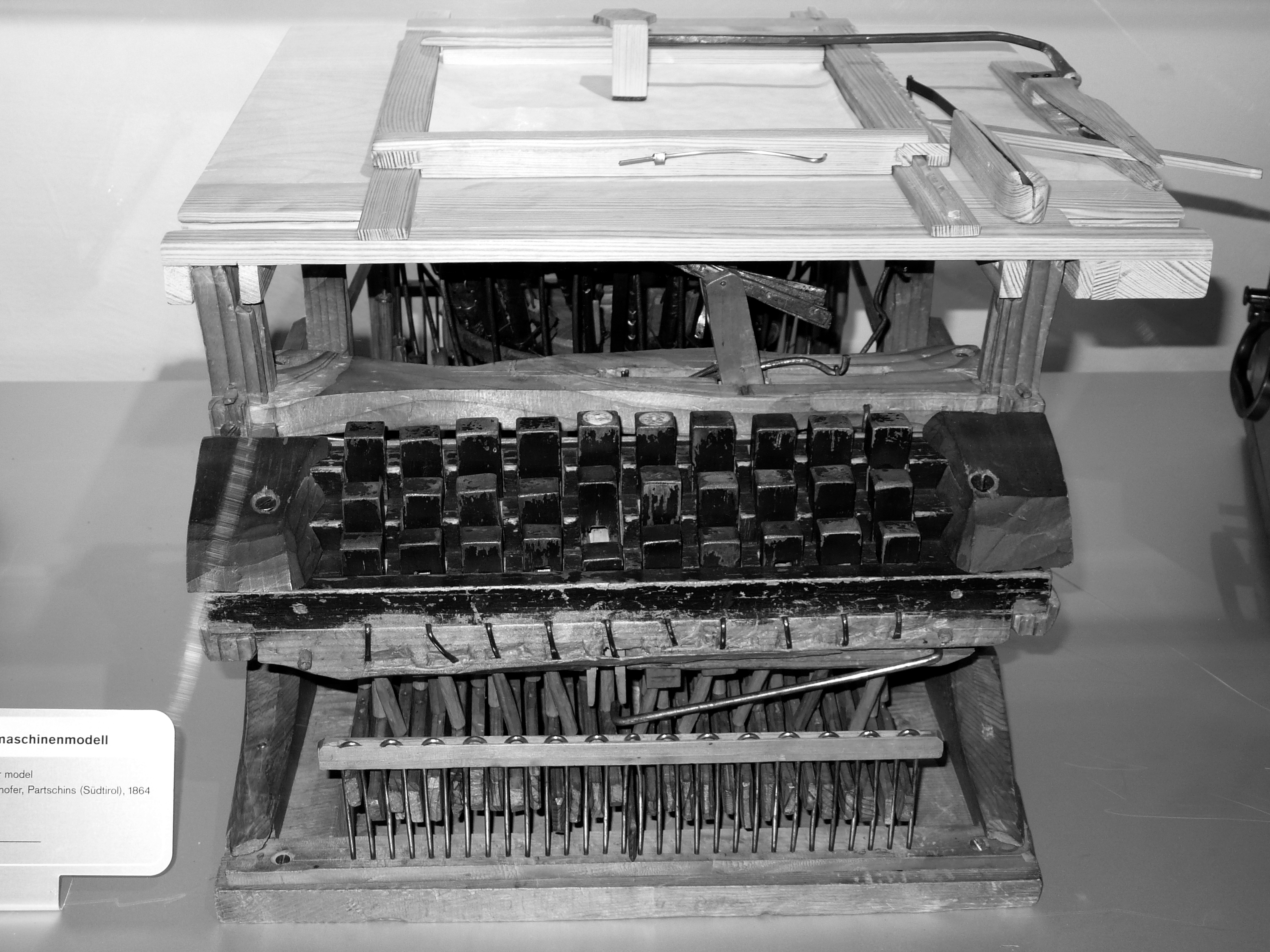
1864, Schreibmaschine des Peter Mitterhofer

Seine erste Maschine, das „Wiener Modell 1864“, hatte 30 Tasten. Sie schrieb nur Großbuchstaben aus Nadelspitzen, die das in einen Rahmen eingespannte Papier von unten perforierten. Das Ergebnis war jedoch unbefriedigend, da das Papier riss. Der Apparat sollte offensichtlich nur als Versuch dienen. Der Direktor des Meraner Museums, Franz Innerhofer kaufte ihn 1905 von den Erben Mitterhofers und schenkte ihn 1913 dem Technischen Museum Wien, wo er seitdem steht. Je ein Replikat befindet sich im Schreibmaschinenmuseum in Partschins und im Museum historischer Schreibmaschinen des Stenografenvereins 1925 Treysa e. V. in Schwalmstadt.

### Modell 2 – 1865 – Modell Dresden

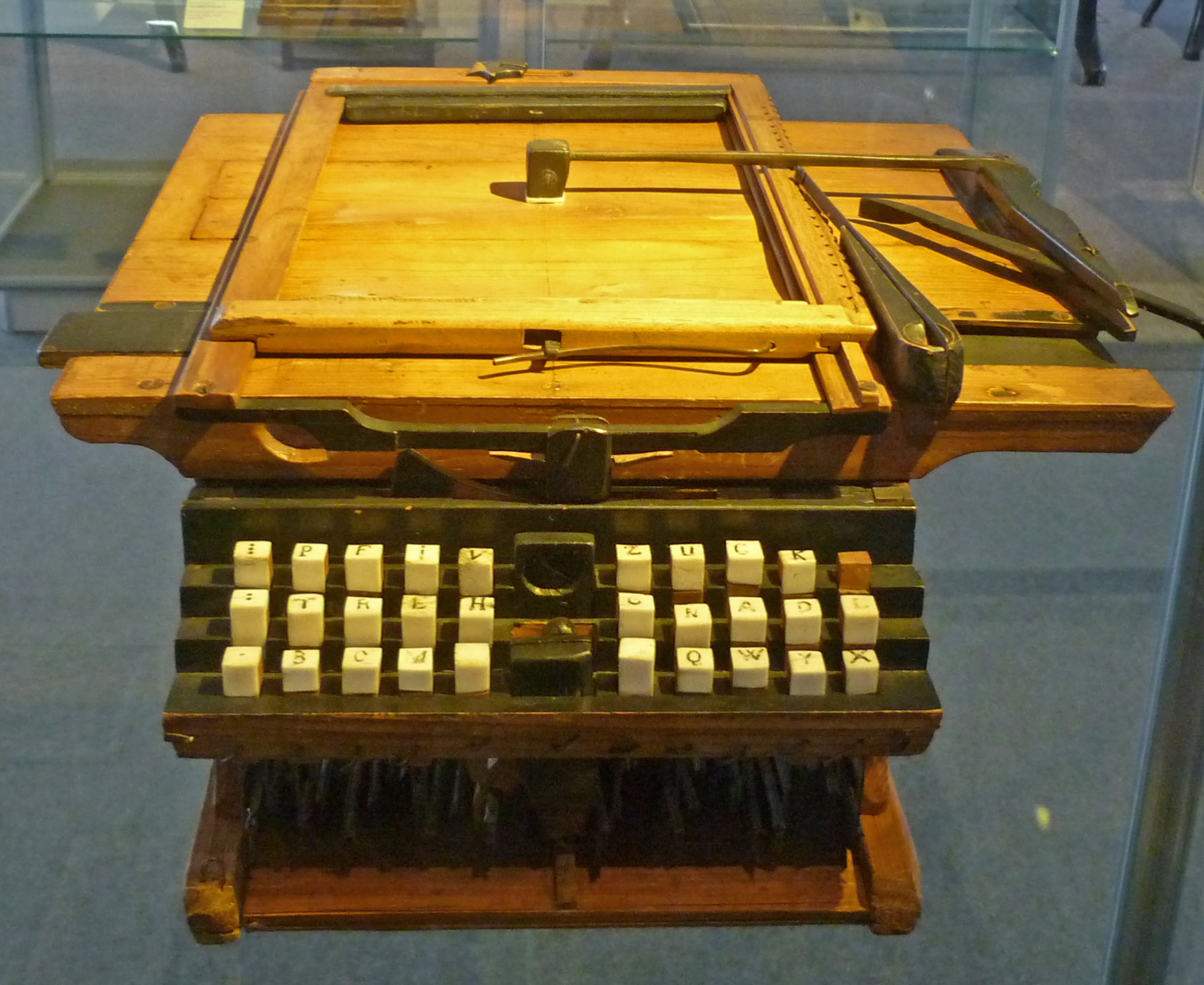
Modell in den Technischen Sammlungen Dresden

Die zweite Maschine, das „Dresdner Modell“, steht in den Technischen Sammlungen Dresden. Sie hat im Wesentlichen die gleichen Konstruktionsmerkmale des ersten Modells und ist hauptsächlich aus Holz gefertigt, nur für Typenkorb und die Typen wurde Metall verwendet. Die Typen dieser ersten Modelle waren aus abgebrochenen Nadeln zusammengesetzt und perforierten das Papier.
Ein Nachbau befindet sich im Deutschen Museum in München, ein weiterer an der Technischen Universität Dresden.

### Modell 3 – 1866 – verschollen
Mit dem dritten Modell machte sich Mitterhofer Ende 1866 auf den Weg nach Wien, um bei Kaiser Franz Joseph I. eine Unterstützung zur Vervollkommnung der Erfindung zu erhalten. Er stellte sie am 18. Dezember 1866 am Wiener Kaiserhof vor.
In der dem schriftlichen Gesuch beigefügten Beschreibung der Maschine schrieb Mitterhofer wie folgt:

„Dieser Apparat bildet einen regelmäßigen rechtwinkeligen Körper, dessen Länge 30 Zoll, Breite 14 Zoll und Höhe 11 Zoll beträgt; die äußere Verkleidung des Apparates ist aus Holz gefertigt, nach oben zu wird der Apparat durch einen Schubdeckel der Länge nach zum Gebrauche geöffnet. […]

Die wesentlichen Vorteile des Apparates sind folgende:

1. Es wird durch die Anwendung desselben durch die schnellere Herstellung der Schrift an Zeit gewonnen; die Schrift ist immer gleich schön und gleich deutlich und gleichmäßig, und erfordert beiläufig den vierten Teil an Raum von der gewöhnlichen Kanzleihandschrift; daher ein bedeutendes Ersparnis an Papier erzielt wird und ist die Druckschrift für Jedermann leserlich.

2. Ist mit der Anwendung des Apparates keinerlei Anstrengung der Augen und der Brust verbunden, wie dies beim Schreiben mit der Feder unvermeidlich ist. Denn das einfache Berühren der Tasten mit den Fingern kann in ganz bequemer sitzender oder stehender Stellung und bei einiger Übung selbst im Dunkeln ganz leicht geschehen, und selbst Blinde können mittels dieses Apparates ohne besondere Anstrengung in einigen Tagen das Schreiben mit selben erlernen. Der Apparat wird daher jenen, die an Augen- oder Brustschwäche leiden, von unberechenbarem Vorteile sein und viele talentvolle Leute, welche sonst ihren Pflichten aus oben genannten Gebrechen nicht mehr oder nur ungenügend entsprechen können, werden ihrem Berufe erhalten bleiben.

3. Da die Anwendung dieses Apparates fast ohne Anstrengung vonstattengeht, wird derselbe auch allen jenen vorzüglichen Dienste leisten, welche mit geistiger Kraft arbeiten, wie zum Beispiel Diplomaten, Konzeptbeamten, Advokaten, Notaren, Schriftstellern, Dichtern usw., denn diese können ihre ganze Aufmerksamkeit ihrer geistigen Arbeit zuwenden.

4. Dieser Apparat wäre auch zum Gebrauche ambulanter Feldkanzleien aus dem Grunde sehr praktisch, weil er alles, was zum Schreiben gehört, in sich vereinigt, leicht transportabel ist, einen geringen Raum einnimmt, Feder und Tinte ganz entbehrlich macht, und mittels selben in allen Witterungsverhältnissen schnell geschrieben werden kann; selbst dann wenn die Hand kalt und zum Schreiben mit der Fender untauglich wäre. Nicht minder gute Dienste würde derselbe auch für Kanzleichefs und Beamte zur Ausfertigung von Präsidial- oder Reservatsschreiben, welche strenge Geheimhaltung erheischen, leisten, weil man während des Schreibens den Apparat mit dem Deckel insoweit schließen kann, dass niemand Unberufener Einsicht in die Schrift nehmen kann; auch könnte sich mancher Chef, der eine minder gut leserliche Schrift besitzt, manchen hochwichtigen Akt selbst kopieren, um das Amtsgeheimnis strenge zu bewahren.

5. Können auch Kranke und Bettlägerige mit diesem Apparat schreiben, indem man sich denselben in die Nähe des Bettes stellen lässt; nicht minder eignet sich derselbe für Individuen, welche nur eine Hand haben, denn auch diese werden mittels des Apparates ganz leicht und schnell schreiben können.

6. Endlich ist derselbe auch für den Geschäftsverkehr und in ökonomischer Beziehung wichtig für jene Individuen, welche beim Licht entweder gar nicht oder nur schwer schreiben können, oder eine schwere Hand besitzen, von großem Vorteil. Mittels dieses Apparates geschriebene Schriftstücke erleichtern auch den Schriftsetzern in Buchdruckereien wegen der großen Deutlichkeit die Arbeit. […]“

Nach der Begutachtung durch das Polytechnische Institut erhielt Mitterhofer am 25. Februar 1867 eine Subvention von 200 Gulden bewilligt.
Am selben Tag wurde ihm auch seine Maschine wieder ausgehändigt.
Die „Innsbrucker Nachrichten“ berichteten im Dezember 1867 über diesen Apparat, seitdem ist der weitere Verbleib dieser Schreibmaschine ungeklärt. Lediglich der Transportkasten, mit dem Mitterhofer diese nach Wien brachte, ist erhalten. Dessen Innenmaße stimmen mit dem beschriebenen Modell überein.

### Modell 4 – 1866 – Modell Meran

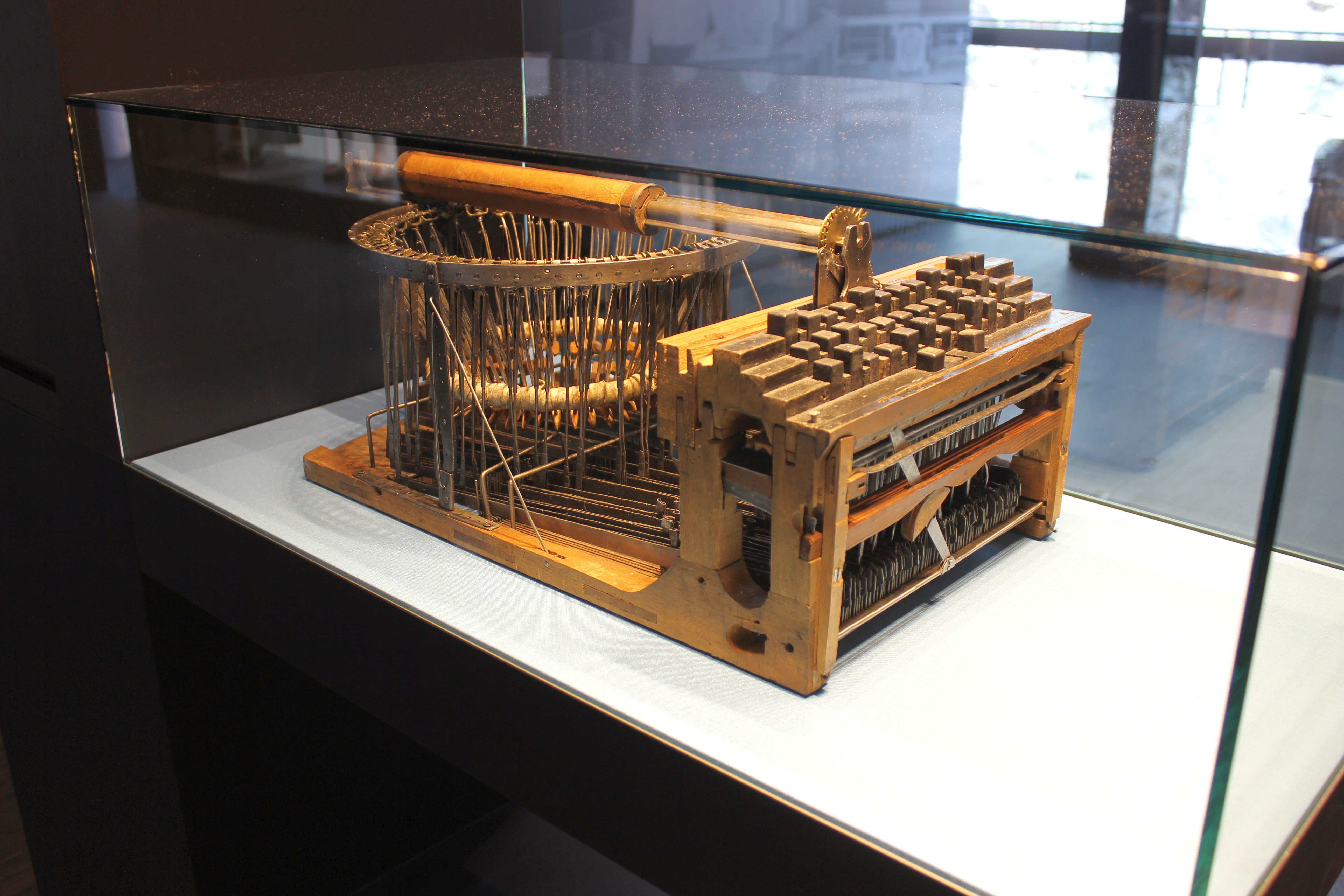
Meraner Modell

Nummer 4 war das „Meraner Modell 1866“. Es wurde aus Holz und Metall gefertigt, und erstmals wurde mit Umschaltung für große und kleine Buchstaben sowie Ziffern gearbeitet. Seit dem Ankauf durch Franz Innerhofer befindet es sich im Meraner Stadtmuseum.
Da das 3. Modell Mitterhofers verschollen ist, hat man bis in die 1970er Jahre geglaubt, er wäre mit dem „Meraner Modell“ 1866 zum Kaiser nach Wien gegangen. Richard Krcal wies damals darauf hin, dass keines der bekannten Modelle den Abmessungen, die Mitterhofer in seinem Begleitschreiben für seine Präsentation in Wien festgehalten hat, entsprach. In die Transporttruhe, die Mitterhofer auf seiner ersten Reise nach Wien benutzt hat, passt keines der vier bekannten Modelle.

### Modell 5 – 1869 – Modell Wien

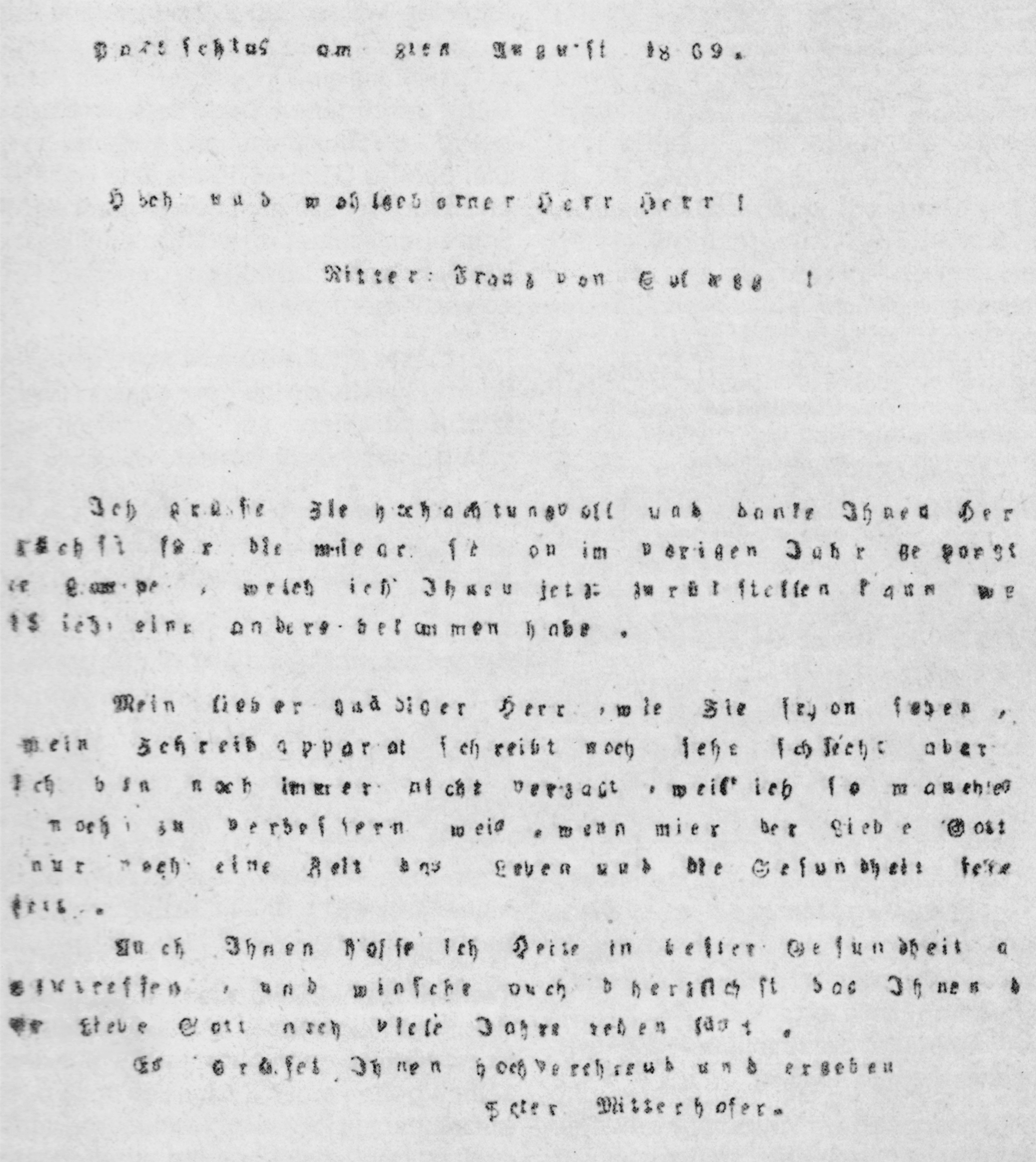
Von Mitterhofer mit seiner Schreibmaschine geschriebener Brief vom „8ten August 1869“, „Ich grüße Sie hochachtungsvoll …“

Die fünfte Maschine, das „Wiener Modell 1869“, hatte Volltastatur, eine Schreibwalze sowie Typen in Frakturschrift und stellte bereits eine gebrauchsfähige Schreibmaschine dar. Es gab 82 Tasten für Ziffern, Groß- und Kleinbuchstaben und die Sonderzeichen ( ) " - ! ? , ; . : § und et in sieben Reihen.
Ein Brief, den Peter Mitterhofer mit dieser Maschine am 8. August 1869 an seinen Gönner Franz von Goldegg schrieb, ist erhalten.
Mitterhofer brachte auch diese Maschine nach Wien. Die kaiserlichen Experten beurteilten zwar die Maschine an sich positiv, sahen sie aber eher als Kuriosum an und erkannten die Anwendungsmöglichkeiten nicht.

„Jedenfalls ist aber das Resultat, anerkennenswert, und das vorliegende in allen seinen Details musterhaft ausgeführte Modell würde für die Sammlung einer technischen Lehranstalt eine willkommene Bereicherung sein, und strebsamen Schülern zum anregenden Beispiele dienen können, wie weit es der denkende und fleißige Mensch bringen kann.“

Die Maschine wurde für 150 Gulden gekauft und als Geschenk von Kaiser Franz Joseph I. in die Modellsammlung des Polytechnischen Institutes aufgenommen.
Seine zwei Reisen nach Wien zur Präsentation seiner Erfindungen unternahm Mitterhofer zu Fuß. Weil die kaiserlichen Gutachter den Wert seiner Erfindung nicht erkannten, verlor Mitterhofer das Interesse an einer Weiterentwicklung; er machte auch keine Versuche, seine Erfindung zu vermarkten.
Mitterhofer erlebte noch den Erfolg der in den USA von Christopher Latham Sholes hergestellten Schreibmaschinen, ohne jedoch Anteil daran zu haben. Am 27. August 1893 starb er verbittert. Auf seinem Grabstein steht der Spruch:

„Die Anderen, die von ihm lernten,
Durften die Früchte seines Talentes ernten“

Autor dieses Spruches ist Prof. Rudolf Granichstaedten-Czerva, der im Jahr 1924 eine Biografie über Peter Mitterhofer veröffentlichte und gleichzeitig – 30 Jahre nach dessen Tod – einen Grabstein an Mitterhofers Grab anbringen ließ. So wie die von ihm verfasste Schrift in mehreren Punkten von der historischen Wirklichkeit abweicht, ist auch diese Inschrift widersprüchlich.
Wie bei vielen anderen Erfindungen, vor allem technischer Art, wurde auch die Schreibmaschine parallel in verschiedenen Ländern entwickelt. Henry Mill aus England mit seiner Patentschrift aus dem Jahr 1714 gilt als erster Schreibmaschinenerfinder, doch wurde seine Schreibmaschine – wie die Prototypen vieler anderer Erfinder auch – niemals in Serie gebaut.
Die große Ähnlichkeit der Modelle Mitterhofers mit den in Amerika von der Firma Remington produzierten Modellen war es wohl, die den Innsbrucker Professor Granichstaedten-Czerva zu besagtem Spruch auf dem Grabstein veranlasst hatte.

## Museum und Würdigungen

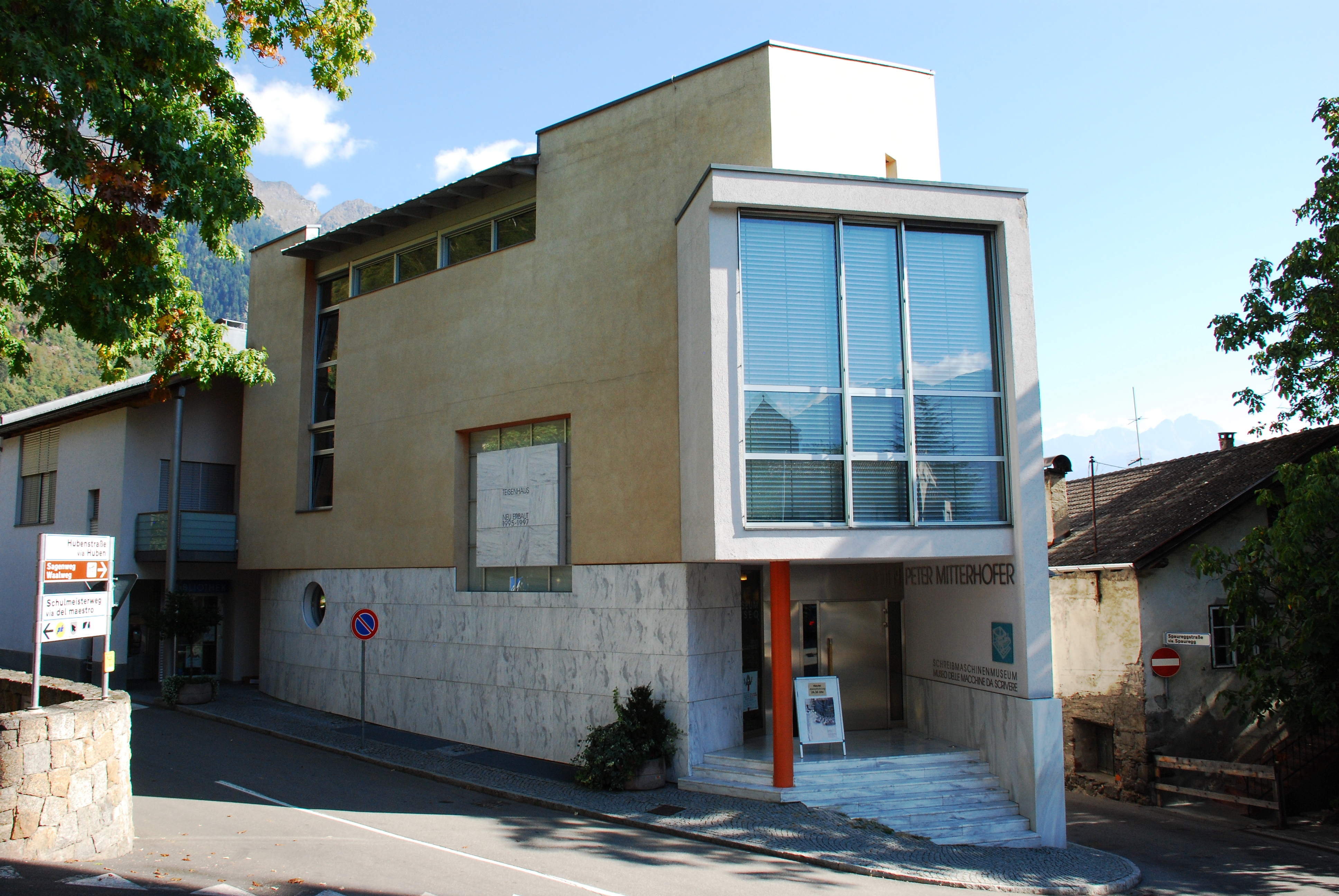
Schreibmaschinenmuseum Peter Mitterhofer in Partschins

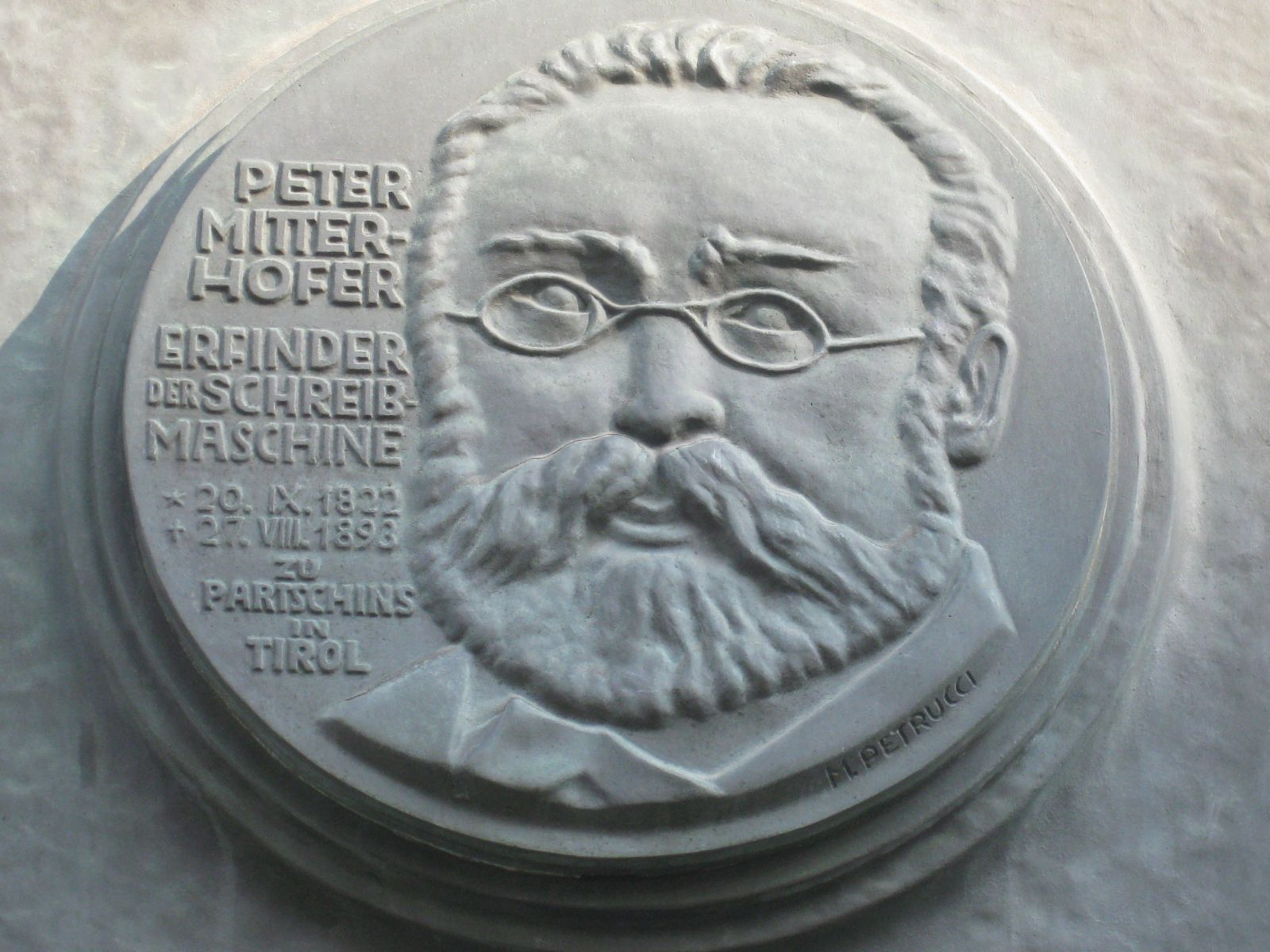
Gedenktafel in der Gumpendorfer Straße 130, Wien

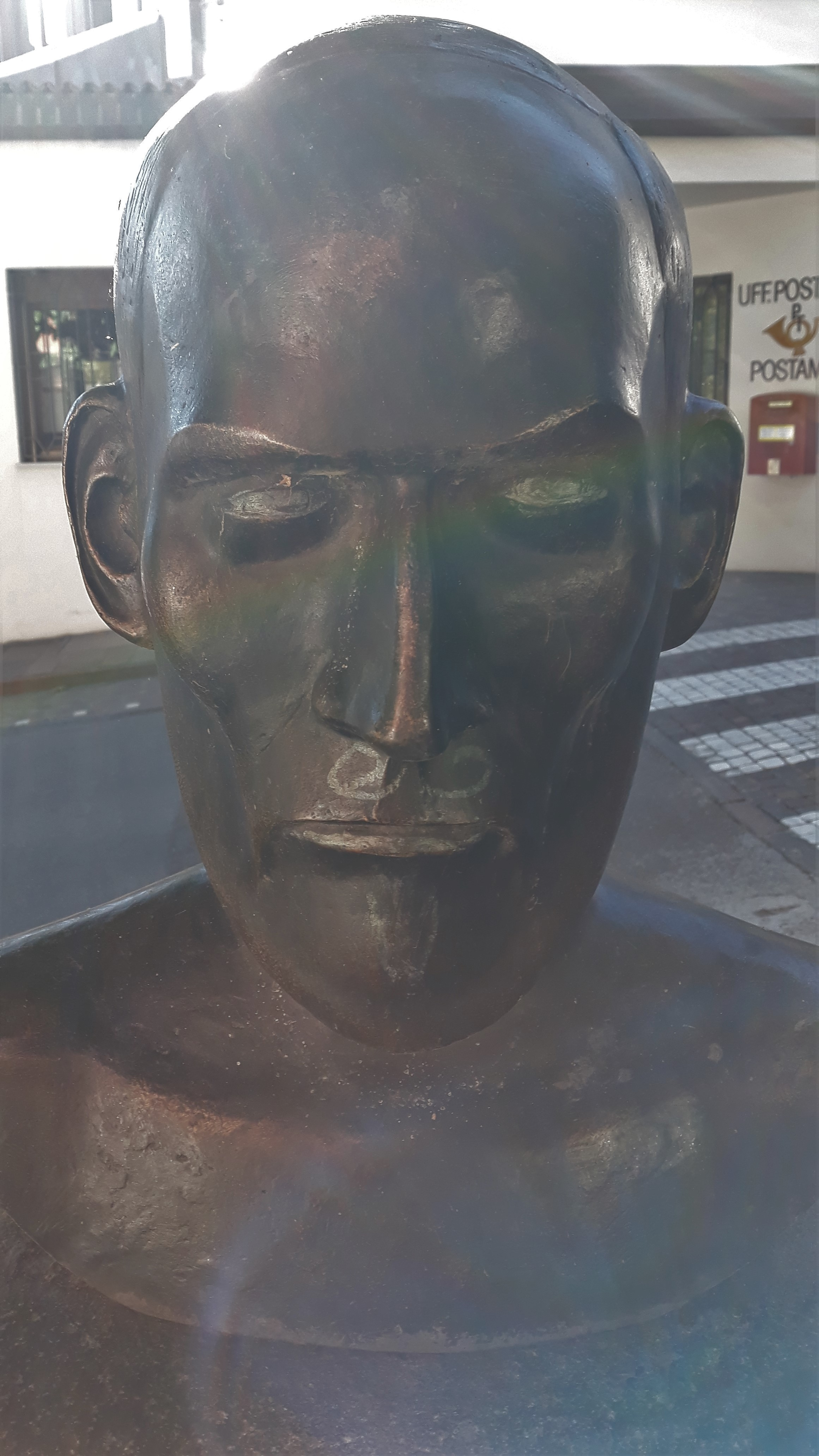
Peter-Mitterhofer-Denkmal in Partschins

- Schreibmaschinenmuseum Peter Mitterhofer: Das nach den Plänen der Architekten Luciano Delugan und Georg Mitterhofer 1998 in Partschins errichtete Museum zeigt eine von Kurt Ryba aus München zusammengetragene Sammlung von Schreibmaschinen aus aller Welt und gibt mit ihren über 2.000 Exponaten einen Einblick in deren Entwicklungsgeschichte bis zur Ablösung durch den Computer.

- Denkmal: Vor dem Museum (Kirchplatz 10) ist ein Denkmal mit einer Büste zu Mitterhofers Ehren zu sehen. Das Grab Mitterhofers und seiner Frau liegt an der Ostmauer der nahegelegenen Kirche.

- Peter-Mitterhofer-Kulturwanderweg: In Partschins gibt es einen Peter-Mitterhofer-Kulturwanderweg sowie ein Hotel Peter Mitterhofer.

- Die Meraner Lehranstalt für Wirtschaft und Tourismus trägt Peter Mitterhofers Namen.

- Nach Peter Mitterhofer benannte Straßen: Im Jahr 1923 wurde in Wien-Floridsdorf (21. Bezirk) die Mitterhofergasse nach ihm benannt. Auch anderswo gibt es nach Mitterhofer benannte Plätze, Straßen und Gassen, darunter in Partschins, Marling, Bozen, Meran, Innsbruck, Klagenfurt, Groß-Enzersdorf und Chemnitz-Schönau.

- Briefmarken: Die Österreichische Post hat zwei Briefmarken herausgegeben, die das erste Modell zeigen. Sie sind 1993[18] und 2007 aufgelegt worden.[19]

### Gedenktafel
- In der Gumpendorfer Straße 130 in Wien befindet sich neben anderen von Mario Petrucci 1936 gestalteten Gedenktafeln eine, die an Peter Mitterhofer erinnert.[20]

### Roman
- Matthias Schönweger: von & zu Peter & Paul. Skarabaeus, Innsbruck, 2003, 204 S., ISBN 978-3-7082-3128-0.[21]
- Cornelius Scherg: Der Spinner aus Partschins, Amazon 2022, 236 S., ISBN 9798848670585